# Zachery Ziemek
Zachery Ziemek –conocido como Zach Ziemek– (Elmhurst, 23 de febrero de 1993) es un deportista estadounidense que compite en atletismo, especialista en la prueba de decatlón.
Ganó una medalla de bronce en el Campeonato Mundial de Atletismo de 2022, en la prueba de decatlón. Participó en dos Juegos Olímpicos de Verano, ocupando el séptimo lugar en Río de Janeiro 2016 y el sexto en Tokio 2020, en su especialidad.

## Palmarés internacional
| Campeonato Mundial | Campeonato Mundial      | Campeonato Mundial | Campeonato Mundial |
| Año                | Lugar                   | Medalla            | Prueba             |
| ------------------ | ----------------------- | ------------------ | ------------------ |
| 2022               | Eugene (Estados Unidos) | Medalla de bronce  | Decatlón           |